# 哈立德·本·瓦利德
哈立德·伊本·瓦利德（阿拉伯语：‎，592年—642年）是一位7世纪的阿拉伯将领。他最初代表古萊氏族领导反对穆罕默德的战争。后来他成为穆斯林，余下生涯中为穆罕默德和前两任正统哈里发——阿布·伯克尔和欧麦尔·本·赫塔卜效力。哈立德在632–633年阿拉伯半岛上对抗叛乱族群的叛教战争、633–634年征服萨珊伊朗的早期战争与634–638年征服拜占庭叙利亚中处于指挥角色。
在625年的武侯德战役中，作为古莱氏贵族巴努麦赫祖姆的骑手，哈立德热切地反对穆罕默德，在击败穆罕默德及其追随者中扮演重要角色。627或629年，他在穆罕默德面前皈依伊斯兰教。穆罕默德在众穆斯林间将他任命为正式军事指挥官并授予其（直译：「安拉之剑」）称号。在穆厄塔战役期间，哈立德组织穆斯林军队从拜占庭安全地撤离。他也在629–630年穆斯林征服麦加与630年Hunayn之战期间领导了穆斯林军队下的贝都因人。穆罕默德死后，哈立德受命前往内志和叶麻麦以镇压征服反抗新生穆斯林国家的阿拉伯族群；此次行动以哈立德依次于632年Buzakha之役战胜Tulayha、633年叶麻麦之役战胜Musaylima告终。
随后哈立德对以阿拉伯基督徒为主的部落和位于伊拉克幼发拉底河谷的萨珊波斯驻军发起进攻。阿布·伯克尔调任他指挥叙利亚的穆斯林军队。他带领自己的部队进行一场非常规的行军，穿过漫长干燥的叙利亚沙漠，提高了自己作为军事战略家的声望。由于他在阿季奈迪恩（634）、Fahl（634或635）、大马士革（634–635）、雅尔穆克（636）等一系列对抗拜占庭人的战役中决定性的胜利，正统哈里发军征服了黎凡特的大部。此后欧麦尔将哈立德降职并取消他在军中的高级指挥权。哈立德则继续在欧麦尔的继任者Abu Ubayda ibn al-Jarrah手下担任关键中尉，并参与637–638年间的占领霍姆斯、阿勒颇、Qinnasrin等一系列行动。这一系列军事行动共同促成拜占庭帝国军队在希拉克略指挥下从叙利亚撤退。欧麦尔后于638年左右将哈立德撤销在Jund Qinnasrin的长官职位。哈立德642年于麦地那或霍姆斯逝世。
历史学家普遍认为他是伊斯兰时代早期最富经验和最有成就的将领之一。同样地，他为整个阿拉伯世界所纪念。伊斯兰传统赞扬哈立德在穆斯林早期征服中的战术与有效领导，但也指责他在穆罕默德生前非法处死皈依伊斯兰教的阿拉伯族人——即Banu Jadhima族的成员及在叛教战争中处死Malik ibn Nuwayra，以及在黎凡特地区的道德与财政不端行为。哈立德在军事上的声誉令一些虔诚的早期穆斯林不安，尤其是欧麦尔。他们担心这会发展为个人崇拜。

## 早期军事生涯

### 与穆罕默德对抗

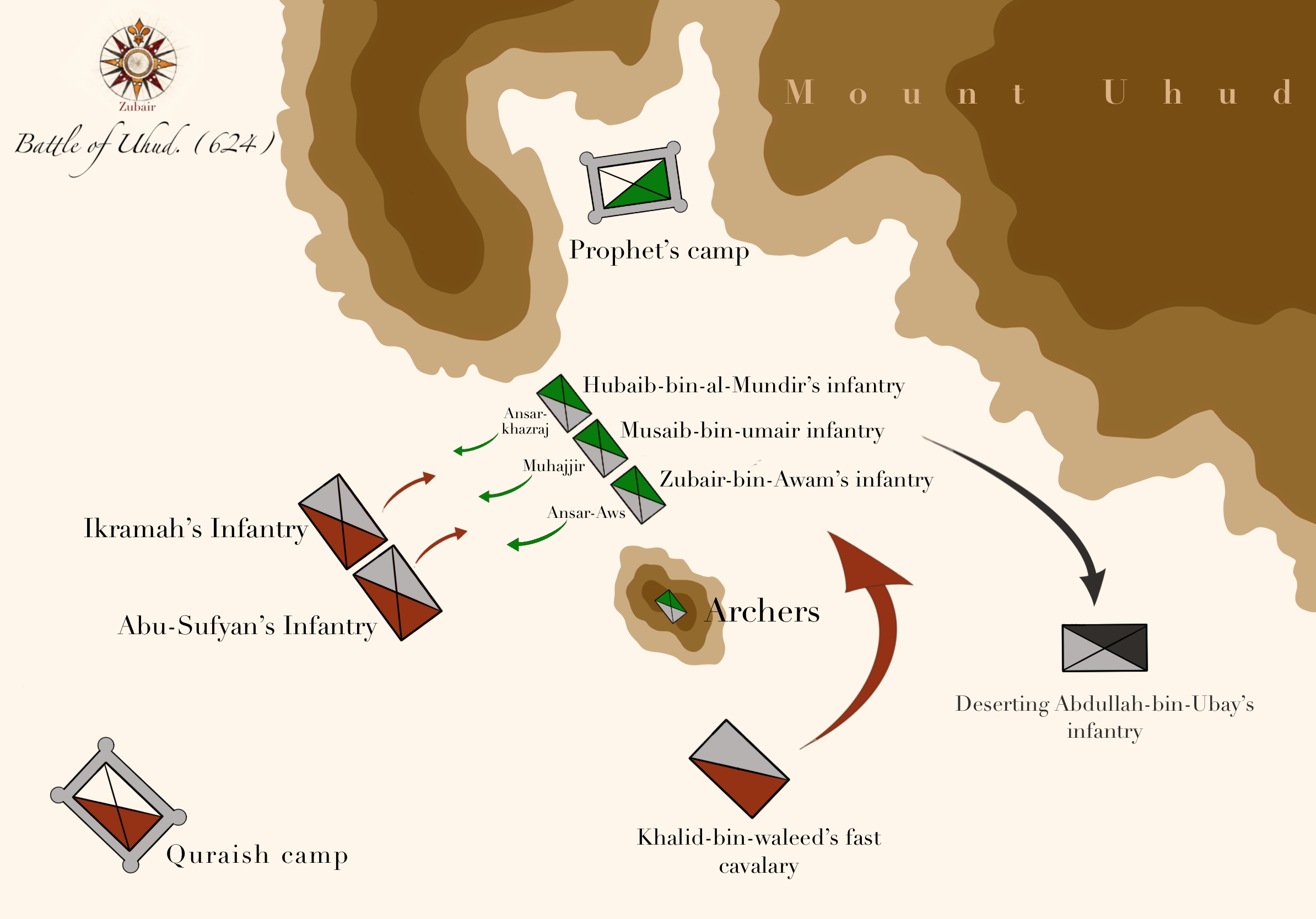
显示武侯德战役中排兵布阵的地图。发生于625年的这场战役中，哈立德和他的骑手们击败由伊斯兰教先知穆罕默德领导的穆斯林军队。

Makhzum族与穆罕默德激烈对抗，氏族卓越的首领、哈立德最年长的侄子阿姆鲁·伊本·希沙姆（阿布·贾尔）于约616–618发起针对穆罕默德的氏族——古莱氏巴努哈希姆的抵抗运动。在622年穆罕默德从麦加迁移到麦地那之后，阿布·贾尔领导的Makhzum族人指挥了针对他的战争，直到他们在624年的巴德尔之役中被击败。大约25个哈立德的表亲，包括阿布·贾尔，以及众多其他族人都在那场战争中阵亡。

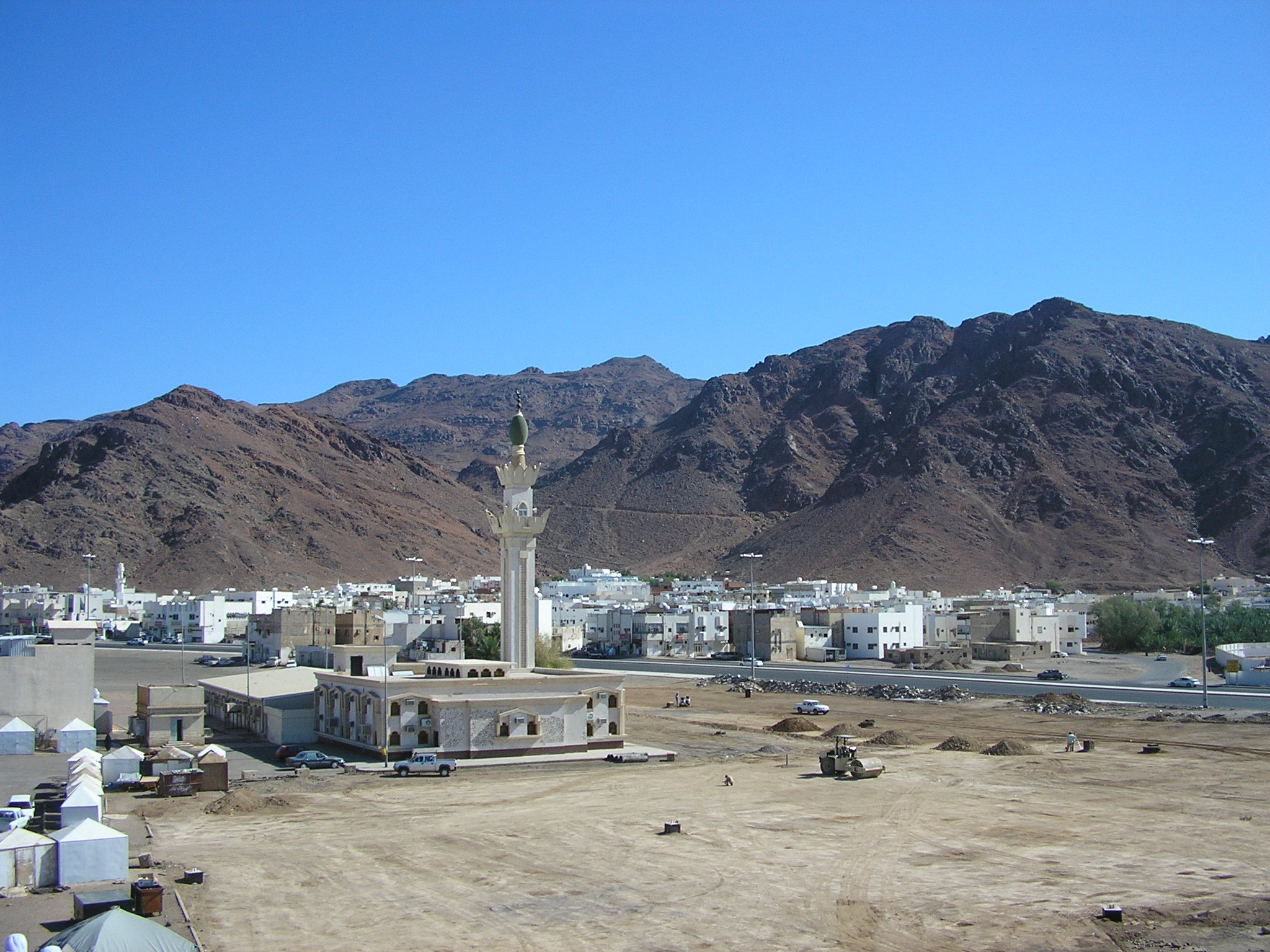
武侯德山（摄于2009），战争发生的地方

第二年，哈立德指挥麦加军队骑兵右翼，在麦地那北部的武侯德战役与穆罕默德对峙。根据历史学家Donald Routledge Hill的陈述，哈立德采取了绕过山脉和穆斯林军侧翼的“可靠战术”，而不是在武侯德山坡上与穆斯林军队展开正面对抗。他穿过武侯德山以西的Wadi Qanat河谷，直到被Ruma山谷以南的穆斯林弓箭手拦截。在战争中，穆斯林得到先发优势，但当大多数穆斯林弓箭手们放弃阵地并加入对麦加营地的偷袭时，哈立德冲向并最终突破穆斯林的后方防线。一大群穆斯林在接下来的败退中被杀。有人在对于这场战役的叙述中称哈立德骑马穿过战地，手持长矛杀死穆斯林。Shaban将哈立德的“军事天才”归功于古莱氏在武侯德的胜利——部落击败穆罕默德的唯一一场战役。
628年，穆罕默德和他的追随者们前往麦加举行副朝觐（前往麦加的小朝圣）。古莱氏族得到他出发的消息时，即派遣200骑兵在途中拦截，为首的就是哈立德。穆罕默德走了一条不寻常且难走的路线，避免了与哈立德正面对抗，最终抵达麦加边境的侯代比亚。当哈立德意识到穆罕默德改变路线时，他撤退至麦加。三月，古莱氏族和穆斯林订立侯代比亚和约宣布休战。

### 皈依伊斯兰教并效力于穆罕默德
伊斯兰历6年（约627）或8年（约629）哈立德与古莱氏人阿姆鲁·本·阿斯一同在穆罕默德面前皈依伊斯兰教；现代历史学家Michael Lecker称哈立德与阿姆鲁在伊斯兰历8年皈依的陈述“也许更可信”。历史学家Akram Diya Umari则认为哈立德与阿姆鲁在侯代比亚和约订立后皈依伊斯兰教并迁移至麦地那，显然在古莱氏人放弃将新穆斯林皈依者引渡到麦加之后。据历史学家休·肯尼迪称，哈立德皈依伊斯兰教后“开始将自己巨大的军事才华全部投入支持新穆斯林国家的事业中”。
哈立德参与了穆罕默德于629年9月在现在的约旦组织的远征穆厄塔。这次袭击的目的可能是获得萨珊波斯7月由拜占庭帝国击败后从叙利亚撤退的战利品。穆斯林分遣队被一支主要由阿拉伯族人组成，拜占庭指挥官西奥多为首的拜占庭军队击败，几位高级别穆斯林将领被杀。被任命的指挥官战死后，哈立德指挥了整个军队，并在相当大的困难下监督了穆斯林军队的安全撤离。穆罕默德授予哈立德荣誉头衔（“真主之剑”）以酬谢他。

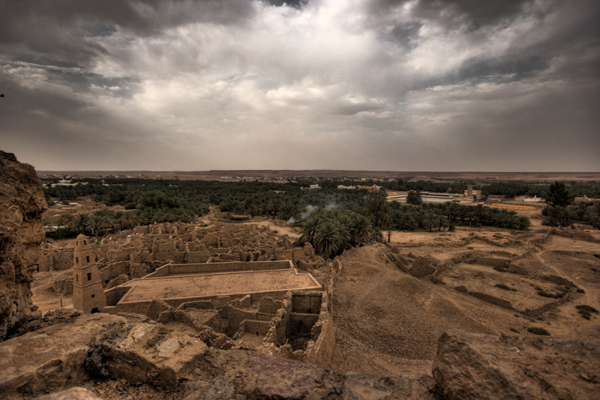
Dumat al-Jandal的绿洲小镇（摄于2007年）。哈立德在630年领导了一次对这座城市的远征，并且可能在633或634年领导了另一次远征，尽管现代历史学家对后一次远征或哈立德在其中的角色表示怀疑。

629年12月或630年1月，在绝大多数古莱氏族人皈依伊斯兰教后，哈立德参与了穆罕默德占领麦加的行动。 此次行动中，哈立德带领了一支叫（“贝都因移民”）的游牧分队。他的分队是进攻麦加城的两支主要队伍之一。据8世纪的穆罕默德传记作者伊本·易斯哈格称，之后的对古莱氏族战争中，十二个古莱氏族人为他所杀，而他的队伍牺牲了三个人。那年晚些时候的侯奈因战役中，哈立德在穆斯林的先锋队中指挥贝都因的Banu Sulaym族。这场对抗中，穆斯林在古莱氏皈依者涌入的推动下击败Thaqif——位于塔伊夫的古莱氏传统对抗势力及他们的Hawazin游牧盟友。而后哈立德受命在麦加和塔伊夫之间的Nakhla地区摧毁乌札——阿拉伯神話中女神之一的神像。

## 脚注
1. ↑  哈立德获得（“真主之剑”）头衔的时间地点在多个伊斯兰文献中有差异。8世纪及9世纪早期的历史学家表明这个头衔由哈里发阿布·伯克尔（統治時期 632–634）授予哈立德，因为他在叛教战争中战胜反叛穆斯林国家的阿拉伯族群。而在9世纪中后期，第一批称穆罕默德将它授予哈立德，因为他在穆厄塔战役中对抗拜占庭人的说法开始流传于伊斯兰历史。[17]